# Clarkia mosquinii
Clarkia mosquinii là một loài thực vật có hoa trong họ Anh thảo chiều. Loài này được E.Small mô tả khoa học đầu tiên năm 1971.